# Quartetto per archi n. 15 (Šostakovič)
Il Quartetto per archi n. 15 op. 144 in mi bemolle minore è una composizione di Dmitrij Šostakovič. Intrapreso nel febbraio 1974, fu completato dall'autore in ospedale il 17 maggio. È suddiviso in sei movimenti, tutti in tempo di adagio e volutamente drammatici.
Appartiene alla produzione dell'ultimo anno di vita di Šostakovič, che anche include la Suite su versi di Michelangelo Buonarroti op. 145 e 145a, le Quattro poesie del capitano Lebjadkin op. 146 e la Sonata per viola op. 147. In tutti questi lavori si nota la predilezione per i toni cupi e il presagio della morte ormai prossima del compositore.
Nelle intenzioni dell'autore doveva far parte di un unico corpus di ventiquattro quartetti, ciascuno dei quali composto in una diversa tonalità tra le ventiquattro possibili.

## Struttura
Il Quartetto per archi n. 15, tutto permeato dall'idea della morte, dal fatalismo e da un'intensa malinconia che lo avvicina a un requiem, è stato definito «uno sconsolato e tragico addio alla vita» ed è considerato tra i più emozionanti e intimi del compositore sovietico.
1. Elegia (adagio)
Il movimento ha carattere quasi organistico e liturgico. Il tema principale è affidato al primo violino, il quale lo rende nelle note lunghe e sofferte[2] di una fuga triste e pacata. Questa, dopo l'esposizione di tutte le voci, sfocia in un nuovo tema in do maggiore evocativo del Quartetto n. 1.[1] Sul finale l'Elegia si spegne lievemente in un morendo, indicazione ricorrente nel corso del quartetto.[2] Šostakovič fornì un'indicazione singolare anche per l'esecuzione dell'intero brano: «da sonare in modo che le mosche cadano morte a mezz'aria e il pubblico lasci la sala per pura noia».[3]
2. Serenata (adagio)
Si apre sferzante e in fortissimo, con quattro serie di «grida d'angoscia» dei violini e della viola.[1] Evolve nel fraseggio cantabile[2] di un valzer tormentato, ma le strida degli archi ricorrono in tutto il brano.[1]
3. Intermezzo (adagio)
È un movimento vivace e ricco sul piano armonico.[2] Su un pedale basso si innesta la cadenza drammatica del violino[1] impegnato in una serie di virtuosismi.[2]
4. Notturno (adagio)
Torna a privilegiare gli aspetti melodici e contrappuntistici.[2] Sul finale un tempo di marcia introduce il movimento che segue.[1]
5. Marcia funebre (molto adagio)
Presenta un fraseggio articolato, profondo ma rotto dalle grida del violino. La ripresa del tema principale è affidata a un pizzicato di violoncello.[2]
6. Epilogo (adagio)
Si segnala per il recupero del carattere cupo del primo movimento, di cui riprende le otto misure conclusive,[1] e presenta evidente l'eco armonica dell'Eroica di Beethoven (il grande compositore bonnese fu modello ben presente all'ultimo Šostakovič). Si articola in glissandi e accordi di quarta.[2] L'assolo triste della viola sul finale si conclude in morendo.[1]

## Critica
Il quartetto, che debuttò alla Casa dei compositori di Leningrado il 15 novembre 1974, ottenne un giudizio favorevole di critica e pubblico, fu replicato a Mosca l'11 gennaio 1975 e qui pubblicato lo stesso anno.
Secondo il musicologo Richard Burke, la composizione avrebbe struttura cronologica e descriverebbe l'arco della vita (ovviamente dello stesso compositore). L'Elegia vi svolgerebbe la funzione di un'analessi che dà senso all'Epilogo; la Serenata rappresenterebbe la giovinezza; il Notturno la vecchiaia e la morte; la Marcia funebre la sepoltura; l'Epilogo stesso il ricordo. La tesi si coniuga bene con l'esperienza di Šostakovič come autore di colonne sonore cinematografiche, sebbene consista in un puro rilievo tecnico.